# Assassinato de Victoria Climbié

Victoria Climbié após sofrer maus tratos.

Victoria Adjo Climbié (Abobo, Abidjan, Costa do Marfim, 2 de Novembro de 1991 — Londres, 25 de Fevereiro de 2000) foi uma criança marfinense que morreu aos oito anos de idade em razão de maus tratos, agressões e abuso sexual praticados por sua própria tia, Marie Thérèse Kouao, e o companheiro desta, Carl Manning. Sua morte levou a uma investigação pública e produziu grandes mudanças nas políticas de proteção da infância na Inglaterra.
Nascida em Abobo, Costa do Marfim, Victoria deixou o país com sua tia-avó Marie-Thérèse Kouao para ser educada na França. Tempos depois partiram para a Inglaterra, chegando em Londres em abril de 1999, onde Kouao conheceu Carl Manning, um motorista de ônibus. As duas se mudaram para o apartamento de Manning, onde Victoria era torturada e abusada sexualmente pelos dois. Não se sabe exatamente quando Kouao começou a abusar Victoria, embora se suspeite que a situação tenha piorado quando Kouao e Victoria foram morar com Carl Manning, que se tornou namorado de Kouao. Durante o abuso, Victoria foi queimada com cigarros, amarrada por períodos de mais de 24 horas e agredida com correntes de bicicleta, martelos e cabos. Até sua morte, a polícia, o departamento de serviços sociais, o Serviço Nacional de Saúde, a Sociedade Nacional para a Prevenção da Crueldade contra as Crianças (NSPCC) e as igrejas locais, incluindo a Igreja Universal do Reino de Deus, haviam tido contato com ela e haviam percebido os sinais de abuso. Após a morte de Vitória, as partes envolvidas no caso foram duramente criticadas. Um inquérito público, dirigido por William Laming, foi executado. Descobriu-se inúmeros casos em que Victoria poderia ter sido salva. Observou-se também que muitas das organizações envolvidas em seus cuidados eram mal geridas e discutiu-se os aspectos raciais em torno do caso, como a de que muitos dos participantes eram negros. O relatório subsequente feito por Laming fez inúmeras recomendações relacionadas com a proteção das crianças na Inglaterra. A morte de Victoria foi a grande responsável pela formação do Every Child Matters, a introdução da Lei da Criança de 2004, a criação do projeto ContactPoint, a criação de um banco de dados do governo concebido para armazenar informações sobre todas as crianças na Inglaterra e a criação do Gabinete Comissário de Menores, presidido pela Comissão de Menores para a Inglaterra.
No julgamento, o juiz descrevee como "incompetência cegante" a atuação das organizações que haviam tido contato com a menina, pois todas haviam falhado em investigar adequadamente o caso e poucas ações haviam sido tomadas. 
Kouao e Manning foram condenados por assassinato e sentenciados à prisão perpétua.

## Envolvidos
- Victoria Climbié: a vítima. Morreu aos 8 anos de idade, devido aos maus-tratos sofridos. Na Europa foi conhecida como Anna, devido a seu passaporte (que era adulterado).
- Marie Thérèse Kouao: tia de Victoria, causadora e cúmplice dos maus-tratos.
- Carl Manning: namorado de Marie. Causador e cúmplice dos maus-tratos, entre eles estupro e tortura.

## Vida
Victoria Climbié nasceu em 2 de novembro de 1991 em Abobo, perto de Abidjan, Costa do Marfim, a quinta de sete filhos. Seus pais foram Francis Climbié e Berthe Amoissi. Marie-Thérèse Kouao, tia de Francis, nasceu em 17 de julho de 1956 em Bonoua, Costa do Marfim e viveu na França, com seus três filhos, alegando benefícios sociais. Ela se divorciou de seu ex-marido em 1978, que morreu em 1995. Kouao foi ao funeral do seu irmão na Costa do Marfim, quando visitou a família Climbié em outubro de 1998. Ela informou que queria levar a criança para a França e seria responsável por sua educação, prática informal que é comum na Costa do Marfim. Victoria teria ficado, aparentemente, feliz em ser escolhida.
A partir daí, Kouao fingiu que Victoria era sua filha. Victoria viajou com um passaporte francês, em nome de Anna Kouao, e assim foi conhecida pelo tempo em que viveu na Inglaterra.
Kouao e Victoria haviam deixado a Costa do Marfim, possivelmente, em novembro de 1998 e voaram para Paris, na França, onde Victoria foi matriculada na escola. Em dezembro de 1998, no entanto, Kouao começou a receber avisos sobre faltas de Victoria e, em fevereiro de 1999, a escola emitiu uma notificação para crianças em situação de risco e um assistente social se envolveu. A escola observou como Victoria tendia a adormecer nas aulas e, mais tarde, é citado o sofrimento de Victoria por algum tipo de condição dermatológica e que, em sua última visita à escola em 25 de março de 1999, Vitória tinha a cabeça raspada e usava uma peruca. Kouao também tinha sido despejada de sua casa na França por causa do aluguel atrasado.

### Mudança para a Inglaterra
Em 24 de abril de 1999, Kouao e Victoria, usando o passaporte com o nome de Anna, deixaram a França e viajaram para Ealing, Londres. Em 25 de abril de 1999, e Kouao Victoria visitaram Esther Ackah, um parente distante de Kouao pelo casamento, conselheiro e pregador. Ackah e sua filha notaram que a menina usava uma peruca e parecia pequena e frágil.
Não se sabe exatamente quando Kouao começou a abusar de Victoria e os pais da menina receberam três mensagens sobre ela mesmo depois dela já ter morrido, dizendo que ela estava bem.

## Cronologia do caso[7]
- Novembro de 1998: Victoria é levada pela tia Marie-Therese Kouao para viver na França. Com problemas com as autoridades francesas devido a um benefício concedido pelo governo, Kouao deixa a França e vai para Londres com a menina.
- Abril de 1999: ao chegar em Londres, Victoria passa a ser conhecida como Anna Kouao, nome usado em seu passaporte (que era falso e foi usado para a entrada da menina na Europa).
- Junho de 1999: Marie-Therese conhece Carl Manning.
- Julho de 1999: Marie e Victoria (ou Anna) se mudam para a casa de Manning, em Tottenham. Os abusos começam em seguida.
- 14 de julho de 1999: Victoria é levada pela primeira vez ao hospital (Central Middlesex Hospital) pela filha de sua babá, que suspeita dos ferimentos em seu corpo. No entanto, no hospital o médico aceita a explicação que ela teria se machucado por coçar-se devido à sarna. Mesmo assim, o hospital alerta autoridades de proteção à criança. Uma visita foi agendada para 04 de agosto, mas cancelada quando as responsáveis, Lisa Arthurworrey e Karen Jones, ouvem falar sobre a sarna.
- 24 de julho de 1999: a menina é levada para o North Middlesex Hospital com queimaduras na cabeça e rosto e os médicos suspeitam que os ferimentos haviam sido deliberadamente infligidos. Kouao diz para Lisa e Karen, do serviço de proteção, que ela jogou água quente na menina para fazê-la parar de se coçar. Ela também diz às duas mulheres que a menina havia se autoinfligido outros machucados.
- 06 de agosto: Victoria recebe alta e é levada para casa pela tia, após o o serviço de proteção à criança aceitar a explicação dada por Kouao.
- Outubro de 1999: investigações revelam que Manning estava forçando a menina a dormir num saco de lixo no banheiro há vários meses.
- 01 de novembro de 1999: Marie-Therese diz ao serviço de proteção que Manning teria estuprado Victoria, porém desistiu da acusação no dia seguinte. Karen Jones é designada para investigar a história, mas não toma nenhuma atitude quando uma carta enviada a Marie não tem resposta.
- 24 de fevereiro de 2000: Victoria é levada ao North Middlesex Hospital, apresentando um quadro de desnutrição e hipotermia. Os médicos então decidem interná-la no Centro de Tratamento Intensivo (CTI) do St. Mary's Hospital.
- 25 de fevereiro de 2000: Victoria é declarada morta às 3h15min da tarde, no St. Mary's Hospital.

## Causas da morte
Victoria foi levada ao hospital em 24 de Fevereiro de 2000, desacordada e sofrendo de hipotermia. Morreu no dia seguinte. As causas oficias da morte da menina foram hipotermia (causada porque Victoria foi obrigada a dormir nua em uma banheira cheia de água), desnutrição e falência múltipla de órgãos.
O patologista que fez a exumação, Nathaniel Carey, encontrou 128 ferimentos em diversas partes do corpo, muitos deles causados por queimaduras de cigarro. Ele descreveu o caso como "o pior caso de abuso de uma criança que eu vi". 

## Prisão e pena

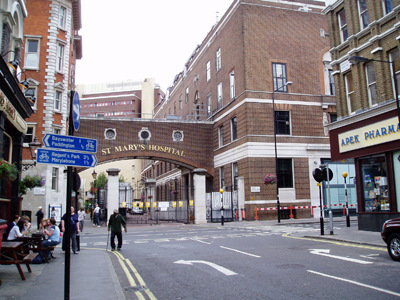
St Mary's Hospital, NHS Trust e campus do Imperial College London. Seção antiga do hospital.

Após a morte da menina, Kouao e Manning foram acusados pelo crime e chegaram a dizer que Victoria estava "possuída".
O julgamento começou em novembro de 2000 e o juiz deixou claro que a culpa também era das autoridades que haviam sido "cegamente incompetentes". Manning negou o homicídio, mas se declarou culpado de crueldade e maus-tratos. Já Marie-Therese negou todas as acusações. 
Cerca de um ano depois da morte de Victoria, em janeiro de 2001, ambos foram considerados culpados. Kouao e Manning foram presos e condenados à prisão perpétua, por crueldade e homicídio culposo. Na sentença, o juiz Richard Hawkins disse: "o que Victoria (Anna) sofreu foi inimaginável. Ela morreu pelas mãos de ambos. Uma morte solitária e prolongada". 